# Tipp City
Tipp City é uma cidade localizada no estado norte-americano de Ohio, no Condado de Miami.

## Demografia
Segundo o censo norte-americano de 2000, a sua população era de 9221 habitantes.
Em 2006, foi estimada uma população de 9360, um aumento de 139 (1.5%).

## Geografia
De acordo com o United States Census Bureau tem uma área de
16,1 km², dos quais 16,0 km² cobertos por terra e 0,1 km² cobertos por água. Tipp City localiza-se a aproximadamente 287 m acima do nível do mar.

## Localidades na vizinhança
O diagrama seguinte representa as localidades num raio de 16 km ao redor de Tipp City.